# Валевац
Валевац је насеље у Србији у општини Књажевац у Зајечарском округу. Према попису из 2022. било је 147 становника (према попису из 1991. било је 362 становника).

## Демографија
У насељу Валевац живи 139 пунолетна становника, а просечна старост становништва износи 58,6 година (54,3 код мушкараца и 62,3 код жена). У насељу има 67 домаћинства, а просечан број чланова по домаћинству је 2,19.
Ово насеље је великим делом насељено Србима (према попису из 2002. године), а у последња три пописа, примећен је пад у броју становника.
|  |

| Демографија | Демографија | Демографија |
| Година      | Становника  | Становника  |
| ----------- | ----------- | ----------- |
| 1948.       | 675         |             |
| 1953.       | 678         |             |
| 1961.       | 637         |             |
| 1971.       | 527         |             |
| 1981.       | 495         |             |
| 1991.       | 362         | 362         |
| 2002.       | 281         | 282         |
| 2011.       | 213         |             |
| 2022.       | 147         |             |

| Етнички састав према попису из 2002.‍ | Етнички састав према попису из 2002.‍ | Етнички састав према попису из 2002.‍ | Етнички састав према попису из 2002.‍ | Етнички састав према попису из 2002.‍ |
| ------------------------------------ | ------------------------------------ | ------------------------------------ | ------------------------------------ | ------------------------------------ |
|                                      |                                      |                                      |                                      |                                      |
| Срби                                 | Срби                                 |                                      | 270                                  | 96,08%                               |
| Мађари                               | Мађари                               |                                      | 2                                    | 0,71%                                |
| непознато                            | непознато                            |                                      | 0                                    | 0,0%                                 |

| Година пописа     | 1948. | 1953. | 1961. | 1971. | 1981. | 1991. | 2002. |
| ----------------- | ----- | ----- | ----- | ----- | ----- | ----- | ----- |
| Број домаћинстава | 144   | 142   | 141   | 135   | 136   | 112   | 103   |

| Број чланова      | 1  | 2  | 3  | 4  | 5 | 6 | 7 | 8 | 9 | 10 и више | Просек |
| ----------------- | -- | -- | -- | -- | - | - | - | - | - | --------- | ------ |
| Број домаћинстава | 32 | 28 | 15 | 12 | 4 | 6 | 4 | 2 | 0 | 0         | 2,73   |

| Пол    | Укупно | Неожењен/Неудата | Ожењен/Удата | Удовац/Удовица | Разведен/Разведена | Непознато |
| ------ | ------ | ---------------- | ------------ | -------------- | ------------------ | --------- |
| Мушки  | 131    | 26               | 87           | 17             | 0                  | 1         |
| Женски | 133    | 6                | 84           | 40             | 3                  | 0         |
| УКУПНО | 264    | 32               | 171          | 57             | 3                  | 1         |

| Пол    | Укупно                    | Пољопривреда, лов и шумарство | Рибарство                            | Вађење руде и камена | Прерађивачка индустрија       |
| ------ | ------------------------- | ----------------------------- | ------------------------------------ | -------------------- | ----------------------------- |
| Мушки  | 45                        | 10                            | 0                                    | 2                    | 19                            |
| Женски | 32                        | 11                            | 0                                    | 0                    | 14                            |
| УКУПНО | 77                        | 21                            | 0                                    | 2                    | 33                            |
| Пол    | Производња и снабдевање   | Грађевинарство                | Трговина                             | Хотели и ресторани   | Саобраћај, складиштење и везе |
| Мушки  | 0                         | 3                             | 3                                    | 1                    | 0                             |
| Женски | 0                         | 0                             | 3                                    | 0                    | 0                             |
| УКУПНО | 0                         | 3                             | 6                                    | 1                    | 0                             |
| Пол    | Финансијско посредовање   | Некретнине                    | Државна управа и одбрана             | Образовање           | Здравствени и социјални рад   |
| Мушки  | 1                         | 0                             | 2                                    | 1                    | 0                             |
| Женски | 0                         | 0                             | 1                                    | 1                    | 0                             |
| УКУПНО | 1                         | 0                             | 3                                    | 2                    | 0                             |
| Пол    | Остале услужне активности | Приватна домаћинства          | Екстериторијалне организације и тела | Непознато            | Непознато                     |
| Мушки  | 2                         | 0                             | 0                                    | 1                    | 1                             |
| Женски | 0                         | 0                             | 0                                    | 2                    | 2                             |
| УКУПНО | 2                         | 0                             | 0                                    | 3                    | 3                             |